# Kalkberget, Sjundeå
Kalkberget är en kulle i Sjundeå i det finländska landskapet Nyland som är känt för gravrösen från bronsåldern. Det finns tillsammans fyra relativt välbevarade rösen på Kalkberget. Själva berget ligger norr om Gårdskulla gård cirka 2 kilometer nordväst från Sjundeå S:t Petri kyrka.
Det största gravröset är cirka 20 x 10 meter stor och de andra tre rösen har 6 eller 10 meter stor diameter. Gravrösena på Kalkberget har förr funnits vid bronsålderstids havsvik.